# North Bergen
North Bergen est un township du comté de Hudson au New Jersey, aux États-Unis.